# Інженерно-геологічні властивості гірських порід
Інженерно-геологічні властивості гірських порід є загальним поняттям, що охоплює фізичні, механічні та водно-фізичні властивості ґрунтів. У будівельний практиці найчастіше доводиться мати справу з пухкими дисперсними ґрунтами, які характеризуються значною мінливістю.
Основними фізичними величинами, які характеризують ґрунт, є:
- Густина речовини ґрунту (ρ), г/см3, т/м3 — співвідношення загальної маси ґрунту (включаючи масу води в його порах) до його загального об'єму;
- Густина скелета (сухого) ґрунту (ρd) — співвідношення маси скелета ґрунту до та загального об'єму ґрунту;
- Густина часток ґрунту (ρs) — співвідношення маси часток скелета ґрунту до їхнього об'єму;
- Пористість ґрунту (n) — співвідношення об'єму пор у ґрунті та загального об'єму ґрунту;
- Коефіцієнт пористості ґрунту (е) — співвідношення об'єму пор у ґрунті до об'єму мінеральних часток ґрунту.

Властивості ґрунтів значною мірою залежать від розмірів мінеральних часток, які в них переважають, тобто від їх гранулометричного складу.